# 阿尔梅希哈尔
阿尔梅希哈尔，是西班牙安达卢西亚自治区格拉纳达省的一个市镇。总面积29平方公里，总人口387人（2001年），人口密度13人/平方公里。